# Wenche Foss

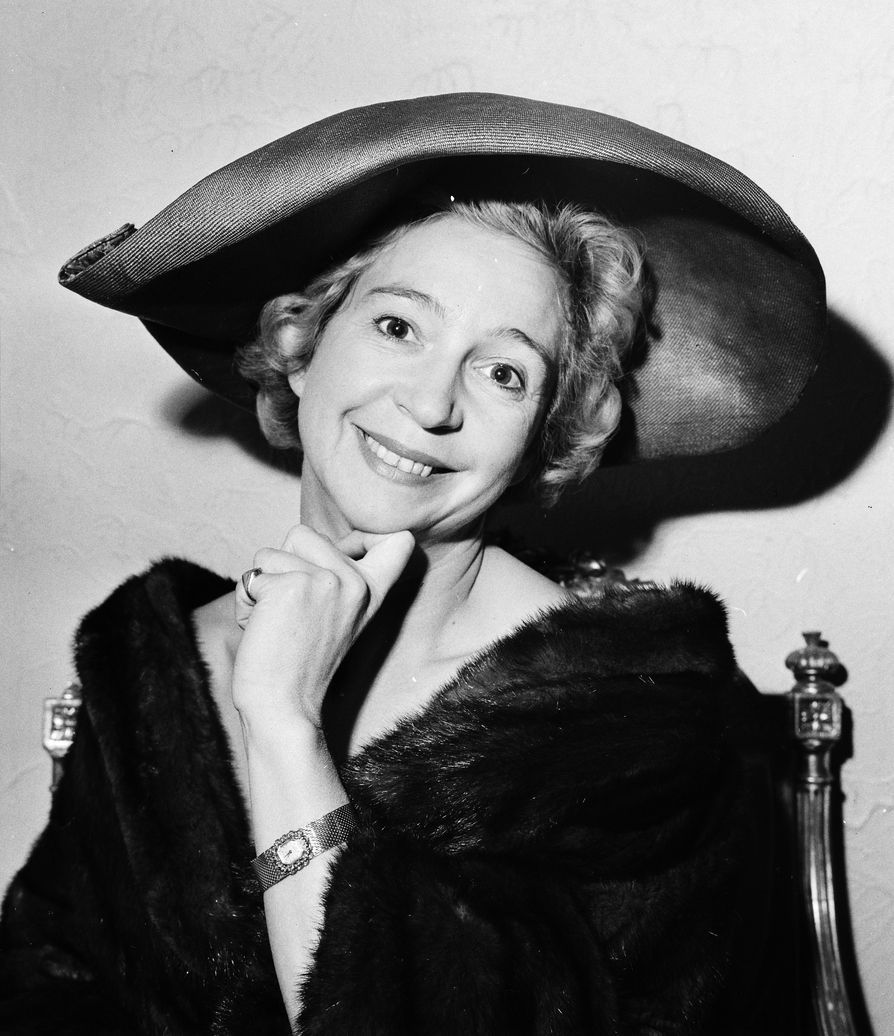
Wenche Foss um 1959

Eva Wenche Steenfeldt-Foss Stang (* 5. Dezember 1917 in Kristiania; † 28. März 2011 in Oslo) war eine norwegische Schauspielerin und Sängerin.

## Karriere

### Theater
Die Tochter eines Ingenieurs wuchs in Oslo auf und interessierte sich früh für das Theater. Ihr Bühnendebüt gab sie im Alter von 18 Jahren am Søilen Teater in der Operette Taterblod (Tartarenblut) von Vilhelm Dybwad. Von 1936 bis 1939 war sie am Carl-Johan-Teatret engagiert, anschließend wechselte sie an das Centralteatret. Hier bewies sie erstmals ihre große Vielseitigkeit und feierte erste kleinere Erfolge. Der Durchbruch gelang ihr 1944 in einer Inszenierung von Carl Erik Soyas Stück To tråder (Zwei Fäden). Gleichzeitig wurde die Kritik auf ihre Mezzosopran-Stimme aufmerksam. Unter anderem wirkte sie in der Operette Die Bajadere von Emmerich Kálmán (1939) und in den Lehár-Klassikern Der Graf von Luxemburg (1941) und Die lustige Witwe (1948) mit. Als Gast am Oslo Nye Teater überzeugte sie in der Titelpartie des Porter-Musicals Kiss me Kate (1952).
1952 nahm Wenche Foss ein Engagement am Nationaltheatret in Oslo an. Sie setzte hier ihre Karriere mit Lustspielen und Musiktheater-Produktionen fort. Vermehrt übernahm sie nun jedoch auch tragende Rollen in klassischen Bühnenwerken. War ihre melodramatische Darstellung der Rebekka West in Henrik Ibsens Rosmersholm 1943 noch weitgehend auf Ablehnung gestoßen, erhielt sie viel Lob für ihre Interpretation der Titelrolle in Hedda Gabler (1960). Daneben verkörperte sie die Viola in Shakespeares Was ihr wollt (1956) und die Maria Stuart in Bjørnstjerne Bjørnsons historischem Schauspiel Maria Stuart i Skotland (1957).
Zwischen 1967 und 1978 war sie fest am Oslo Nye Teater angestellt. Während dieser Zeit spielte und sang sie unter anderem den Part des Fräulein Schneider im Musical Cabaret. Außerdem glänzte sie in Komödien wie Nils Kjærs Det lykkelige valg (Die glückliche Wahl). Ihr 40-jähriges Bühnenjubiläum beging sie 1975 mit einer später auch im norwegischen Fernsehen ausgestrahlten Produktion des Lustspieles Twigs von George Furth. Hier trat sie gleich in vier Rollen auf.

Per Ungs Bronzestatue der Schauspielerin (2007)

Als Wenche Foss 1978 an das Nationaltheatret zurückkehrte, war sie längst eine landesweit gefeierte Schauspielerin. In den kommenden Jahren verteidigte sie ihren Ruf als führende Diva unter den norwegischen Schauspielerinnen der Nachkriegszeit. Im Gedächtnis blieben vor allem ihre Ibsen-Rollen. Mehrfach wurde sie als Ella Rentheim in John Gabriel Borkman besetzt, außerdem spielte sie die Mutter Aase in Peer Gynt (1985). Am 9. Oktober 1980 beruhigte sie das Publikum, als sich infolge eines explodierten Scheinwerfers ein Brand entfachte, der große Teile des Theaters zerstörte. 1988 gab sie ihre offizielle Abschiedsvorstellung am Nationaltheatret, feierte anschließend jedoch noch mehrere Comebacks. Insgesamt war Wenche Foss bis 2004 allein an diesem Theater in 59 verschiedenen Produktionen zu sehen.

### Film und Fernsehen
Ihrem Filmdebüt im Jahre 1940 (in Tørres Snørtevold, einer auf einem Roman von Alexander Kielland basierenden Komödie) folgten weitere Auftritte in Unterhaltungsfilmen der vierziger Jahre, z. B. in En herre med bart (Ein Herr mit Schnurrbart), in dem sie u. a. auch das Titellied sang. Für ihre Rolle der Bischofsfrau in Herren og hans tjenere (Der Herr und seine Diener) erhielt sie 1959 den norwegischen Kritikerpreis. Im erfolgreichsten norwegischen Film aller Zeiten, dem Animationsfilm Hintertupfinger Grand Prix, verlieh sie 1975 der Witwe Stengelføhn-Glad ihre Stimme – ebenso wie 1991 der Madame Pottine in der norwegischen Fassung des Disney-Zeichentrickfilmes Die Schöne und das Biest.
1973 spielte sie an der Seite von Liv Ullmann und Erland Josephson in Ingmar Bergmans Beziehungsdrama Szenen einer Ehe die Nebenrolle der Mutter. Ihr Renommee auch als Filmschauspielerin war schließlich so groß, dass ihr das in Norwegen erfolgreiche Produzenten-Duo Svend Wam und Petter Vennerød Rollen teilweise auf den Leib schneiderte, wie z. B. 1982 für Leve sitt liv (Sein Leben leben). Mit der internationalen Produktion Dina – Meine Geschichte (2002) kam sie auch in die deutschen Kinos.
Regelmäßige Auftritte hatte Wenche Foss seit den sechziger Jahren auch im norwegischen Fernsehen. Nicht nur wurden Aufzeichnungen ihrer Theatererfolge gesendet, sondern auch eigens für das TV produzierte Serien wie Vestavind (1994/95). Ihre letzte Rolle verkörperte sie 2006 im Alter von fast neunzig Jahren in der NRK-Produktion En udødelig mann (Ein unsterblicher Mann), die das Leben von Henrik Ibsen zum Gegenstand hat. Foss spielte in dem Dreiteiler eine Tante des Dichters.

### Privates
Wenche Foss war mit dem Geschäftsmann Thomas Stang verheiratet. 1953 wurde ihr erstes Kind, ein Junge mit Down-Syndrom, geboren. Er starb im Alter von vier Jahren an Leukämie. 1955 bekam sie einen weiteren Sohn, Fabian Stang, der von 2007 bis 2015 Bürgermeister von Oslo war.
Die Schauspielerin beklagte mehrfach die Homophobie in der Gesellschaft, vor allem in Teilen der norwegischen Staatskirche. Sie setzte sich für die Segnung gleichgeschlechtlicher Paare ein, unter anderem in ihrem Buch Etterpå (1999). Sie kritisierte mehrfach auch die Kristelig Folkeparti, da sie der Meinung war, Religion sollte nichts mit Politik zu tun haben.

## Auszeichnungen
Wenche Foss erhielt zahlreiche Auszeichnungen, darunter den Sankt-Olav-Orden (Kommandeur 1972; Kommandeur mit Stern 1988). 1991 wurde ihr der Amanda-Ehrenpreis zuerkannt, 2002 der Hedda-Preis für ihr Bühnenlebenswerk.
Im September 2007 enthüllte Königin Sonja eine vom Bildhauer Per Ung geschaffene Bronzestatue der Schauspielerin am Johanne-Dybwad-Platz vor dem Nationaltheatret.

## Filmografie (Auswahl)
- 1970: Song of Norway
- 1973: Szenen einer Ehe (Scener ur ett äktenskap)
- 1975: Hintertupfinger Grand Prix (Flåklypa Grand Prix, Stimme)
- 1998: Sonny, der Entendetektiv (Solan, Ludvig og Gurin med reverompa, Stimme)
- 2002: Dina – Meine Geschichte (Jeg Er Dina)
- 2002: Musik für Hochzeiten und Begräbnisse (Musikk for bryllup og begravelser)

### Primärliteratur
- Wenche Foss: Livets gave. Cappelen, Oslo 1984, ISBN 82-02-09230-2.
- Wenche Foss: Etterpå. Gyldendal Norsk Forlag, Oslo 1999, ISBN 82-05-26507-0.

### Sekundärliteratur
- Lise Lyche: Wenche Foss. In: Norsk Biografisk Leksikon.
- Mona Levin: Wenche Foss. Gyldendal Norsk Forlag, Oslo 2007, ISBN 978-82-05-37434-8.

## Diskographie
- Syngende Skuespillere. (Singende Schauspieler) 6 Schellackaufnahmen mit Foss aus En herre med bart. Normannrecords, NOMCD3043, 2009. Inhalt